# Parque nacional de Luangwa Norte
El Parque nacional de Luangwa Norte es un parque nacional de Zambia, el más septentrional de los tres en el valle del río Luangwa, entre las latitudes 11o25'S y 12o20'S y las longitudes 31o45'E y 32o40'E. Fundado como reserva de caza en 1938, se convirtió en parque nacional en 1972 y ahora cubre 4.636 km². Durante muchos años, el parque estuvo cerrado, excepto para los rangers del Departamento de caza. En 1984, el mayor John Harvey consiguió permiso para organizar safaris en la zona.
Al igual que el Parque Nacional de Luangwa Sur, su límite este es el río Luangwa, mientras que hacia el oeste se eleva para cubrir un tramo del escarpe de Muchinga. El río Mwaleshi fluye de este a oeste a través del centro del parque.  El área sur es una zona estrictamente salvaje.
La vida salvaje abunda, incluido el ñu común, la cebra de Crawshay y numerosos antílopes y aves. El número de elefantes se ha recuperado de la caza furtiva en las décadas de 1970 y 1980. La lucha contra la caza furtiva en el parque fue descrita por Delia y Mark Owens en su libro The Eye Of The Elephant (1993)
Durante muchos años, su vida silvestre sufrió mucho por la caza furtiva, pero en los últimos años se ha detenido casi por completo. En general, ha sufrido de una falta de inversión e interés en comparación con el Parque nacional Luangwa Sur, mucho más popular, aunque su flora y fauna son muy similares a las de su contraparte del sur. En 2003, se reintrodujo el  rinoceronte negro en el parque.
Desde 2005, el área protegida se considera una Unidad de Conservación de Leones junto con el Parque nacional de Luangwa Sur.

## Características
Como su equivalente del sur, Luangwa Norte se extiende  por la orilla occidental del río Luangwa, bordeado al oeste por el escarpe de Muchinga, que se eleva unos 600 metros por encima del valle y es fácilmente visible. El norte está limitado por el río Lufila, y el sur por el corredor Munyamadzi. 
El estrato dominante del parque está formado por rocas sedimentarias del sistema Karoo pérmico en el llano, mientras que los escarpes a este y peste del valle del Luangwa están formados por rocas ígneas (granito) y metamórficas (gneiss y cuarcita). Las cimas de las montañas alcanzan en esta zona altitudes de entre 1200 y 1300 m. Los suelos varían desde los suelos rojos francos arenosos, profundos, en el escarpe a las arenas aluviales y los yesos en la llanura de inundación.
El río Luangwa tiene un buen número de tributarios que atraviesan el parque y que juegan un importante papel en el parque. Una serie de pequeñas cascadas descienden del escarpe. Estas remiten en la época seca, dejando muchas charcas por el camino, a las que acuden los animales en busca de agua.

#### Clima y Vegetación
El valle recibe unas preciptaciones que oscilan entre 700 y 900 mm, con una estación seca de noviembre a abril. En las zonas altas del escarpe y en las mesetas, como Mpika, las lluvias aumentan hasta unos 1065 mm.
En las zonas altas, entre los 800 y 1200 m, predomina el bosque de miombo, mientras que en las zonas bajas (600-700 m) predomina el bosque de mopane, muy dañado por los incendios y los elefantes. Los tipos de vegetación van desde los bosques húmedos a los bosquetes y matorrales que bordean los cursos de agua estacionales y perennes en las zonas bajas.

#### Fauna
En el parque viven los cinco grandes mamíferos africanos, con manadas de miles de búfalos, cientos de elefantes, jirafas, hipopótamos, cebras, impalas, elands, sables, kudus, antílopes de Lichtenstein, el endémico ñu de Cookson y ocasionalmente leones y hienas machadas, que han desarrollado sofisticados sistemas de caza. Entre las aves, destacan el tejedor gorrión dorsicastaño y el bisbita gorgigualdo.

#### Campamentos
Hay tres campamentos en el parque, Mwaleshi, Samala y Tarkwela. Mwaleshi Camp se encuentra a 40 minutos de vuelo del aeropuerto de Mfuwe y a 30 minutos de Tafika Camp en Luangwa sur. Desde este campamento solo se organizan excursiones a pie, siguiendo el río. En esta zona, pueden concentrarse hasta 4000 hipopótamos. Samala, rodeado de miombo, consiste en dos tiendas de campaña para visitas a pie. Tarkwela fue abierto en 2019 en la confluencia de los ríos Luangwa y Mwaleshi.